# Moltji, grust, moltji

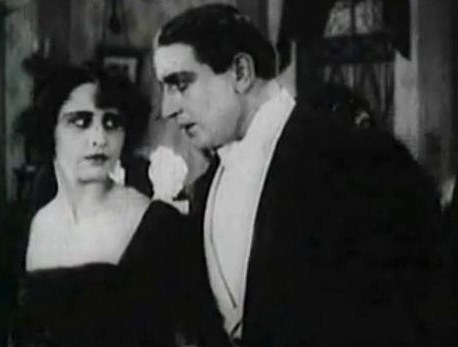
Vera Cholodnaja och Osip Runitj i en filmscen.

Moltji, grust, moltji (ryska: Молчи, грусть, молчи; fritt översatt: Tyst, sorg, tyst) är en sovjetisk stumfilm från 1918, regisserad av Pjotr Tjardynin.

## Rollista
- Vera Cholodnaja – Pola, Lorios partner
- Pjotr Tjardynin – Lorio
- Vladimir Maksimov – Volyntsev, konstnär
- Ivan Chudolejev – Prachov, affärsman
- Osip Runitj – Zarnitskij, Prachovs vän
- Konstantin Chochlov – Olekso Presvitj, hypnotisör-illusionist
- Janina Mirato – Dam i demimonden
- Vitold Polonskij – Telepnev, en rik gentleman
- Olga Rachmanova – Volyntsevs mor
- Michail Massin – Innokentij, Prachovs betjänt [3]